# Shirley Hazzard

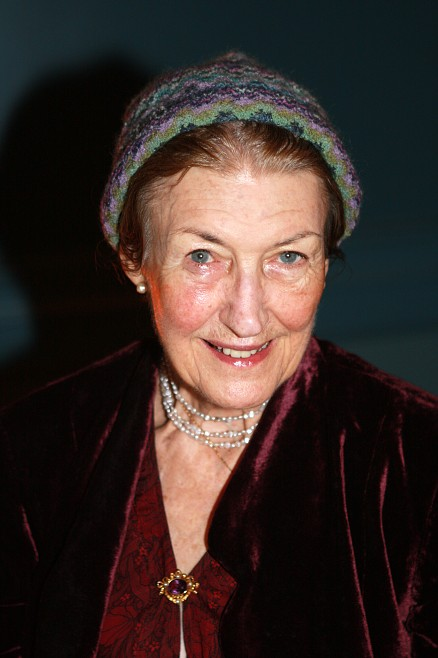
Shirley Hazzard

Shirley Hazzard (Sydney, 30 januari 1931 – New York, 12 december 2016) was een Australisch-Amerikaans schrijfster. 
Geboren in Australië heeft zij het grootste deel van haar leven verdeeld tussen New York en Capri (Italië). In 1963 trouwde zij met Francis Steegmuller; hij overleed in 1994.
Hazzard schreef de romans The Evening of the Holiday (1966), The Bay of Noon (1970), The Transit of Venus (1981), en The Great Fire (2003), novellen die verzameld zijn in  Cliffs of Fall and Other Stories (1963), en People in Glass Houses (1967), de verhandelingen Defeat of an Ideal (1973) en Countenance of Truth (1990) en de biografie Greene On Capri (2000), over de schrijver Graham Greene.
De werken van Hazzard hebben diverse prijzen behaald. The Transit of Venus werd onderscheiden met de National Book Critics Circle Award. The Great Fire, haar eerste roman na meer dan twintig jaar, kreeg de American Book Award, de National Book Award en de Miles Franklin Award, kreeg een "Boek van het Jaar"-nominatie van The Economist en The Washington Post en werd een "opmerkelijk boek" genoemd in The New York Times.
- Bibsys: 90200983
- Biblioteca Nacional de España: XX1581875
- Bibliothèque nationale de France: cb12545316j (data)
- CiNii: DA01311130
- Gemeinsame Normdatei: 124106730
- International Standard Name Identifier: 0000 0001 1024 6766
- Library of Congress Control Number: n79108321
- Nationale Bibliotheek van Tsjechië: jn19990003278
- Nationale bibliotheek van Australië: 35182264
- Nationale Bibliotheek van Israël: 987007274833205171
- Nederlandse Thesaurus van Auteursnamen: 068292864
- Réseau des bibliothèques de Suisse occidentale: 02-A003356146
- Istituto Centrale per il Catalogo Unico: SBLV268322
- SNAC: w6cc1j4t
- Système universitaire de documentation: 034729828
- Virtual International Authority File: 34571187
- WorldCat: E39PBJjt6cTyRwV8cBgtdPk4bd